# Кліваж

Різновиди кліважа.

Кліваж (рос. кливаж, англ. cleavage, нім. Clivage f, Transversalschieferung f, Querschieferung f, Schieferung f, Schlechten pl) — процес розщеплення гірських порід на тонкі пластини і призми по густій мережі відносно паралельних поверхонь. При кліважі напрям тріщин, по яких проходить розщеплення, не збігається з первинною текстурою чи верствуватістю порід.

## Різновиди
- ендокліваж — під впливом внутрішніх дій та
- екзокліваж — під впливом зовнішніх, переважно тектонічних процесів.

Екзокліваж протікає під різними, частіше гострими кутами до площини напластування. Виділяють прирозломний кліваж і кліваж, пов'язаний зі складчастістю. Виділяють також кліваж головний, лінійний, осьової поверхні, переривчастий, повторний, кліваж течії. Кліваж — результат одного з видів механічного руйнування порід, розвивається в умовах стиснення, пошарової течії речовини, являючи собою перехідну форму між складками і розривами. Паралельний кліваж використовується при геологічному картуванні.